# Tramlijn Alkmaar - Schagen
De Tramlijn Alkmaar - Schagen, ook wel Noorder Stoomtram genoemd, was een tramlijn door Noord-Holland die tussen 1913 en 1968 bestond (van 1913 tot 1933 over het hele traject).

## Oprichting
In 1890 werd voor het eerst de mogelijkheid van een tram door de Zijpe besproken. De directeur van de paardentramweg Hoorn - Enkhuizen, de heer H.W. Arkes dient bij de provincie Noord-Holland een plan in voor een stoomtramlijn die van Haarlem via Alkmaar en de Zijpe naar Schagen gaat. Deze pogingen lopen echter op niets uit. In 1904 werd de N.V. Noorder Stoomtramweg Maatschappij opgericht. In 1909 begint de onteigeningsprocedure en in 1910 de aanleg van de lijn. Burgemeester G.C. Hulst van Zijpe was de grote stimulator van een tramverbinding Schagen – Alkmaar door de Zijpe. De tramlijn werd aangelegd door de NdSM. Hoogtepunt van de bouw was de draaibrug bij Schoorldam. Tussen Alkmaar en Koedijk liep de tramlijn over het tracé van de bestaande tramlijn Alkmaar - Bergen aan Zee.

## Aanleg

### Koedijk – Schoorldam
De aanleg van Koedijk - Schoorldam begint in 1910. De lijn wordt aangelegd door een bedrijf uit Egmond Binnen, dat het werk voor ƒ 57.945,- aanbood. De aanlegkosten waren geraamd op ƒ 66.300,-. In het voorjaar van 1911 is het baanvak gereed. De exploitatie kan nog niet beginnen aangezien de werkzaamheden rond Station Alkmaar nog niet gereed zijn. Er moet namelijk een nieuw tramperron aangelegd worden. Het lijngedeelte is twee jaar ongebruikt gebleven. Drie maanden voor de opening van de gehele lijn wordt er op 7 juni 1913 begonnen met de exploitatie tussen Schoorl en Alkmaar.

### Schoorldam – Schagen

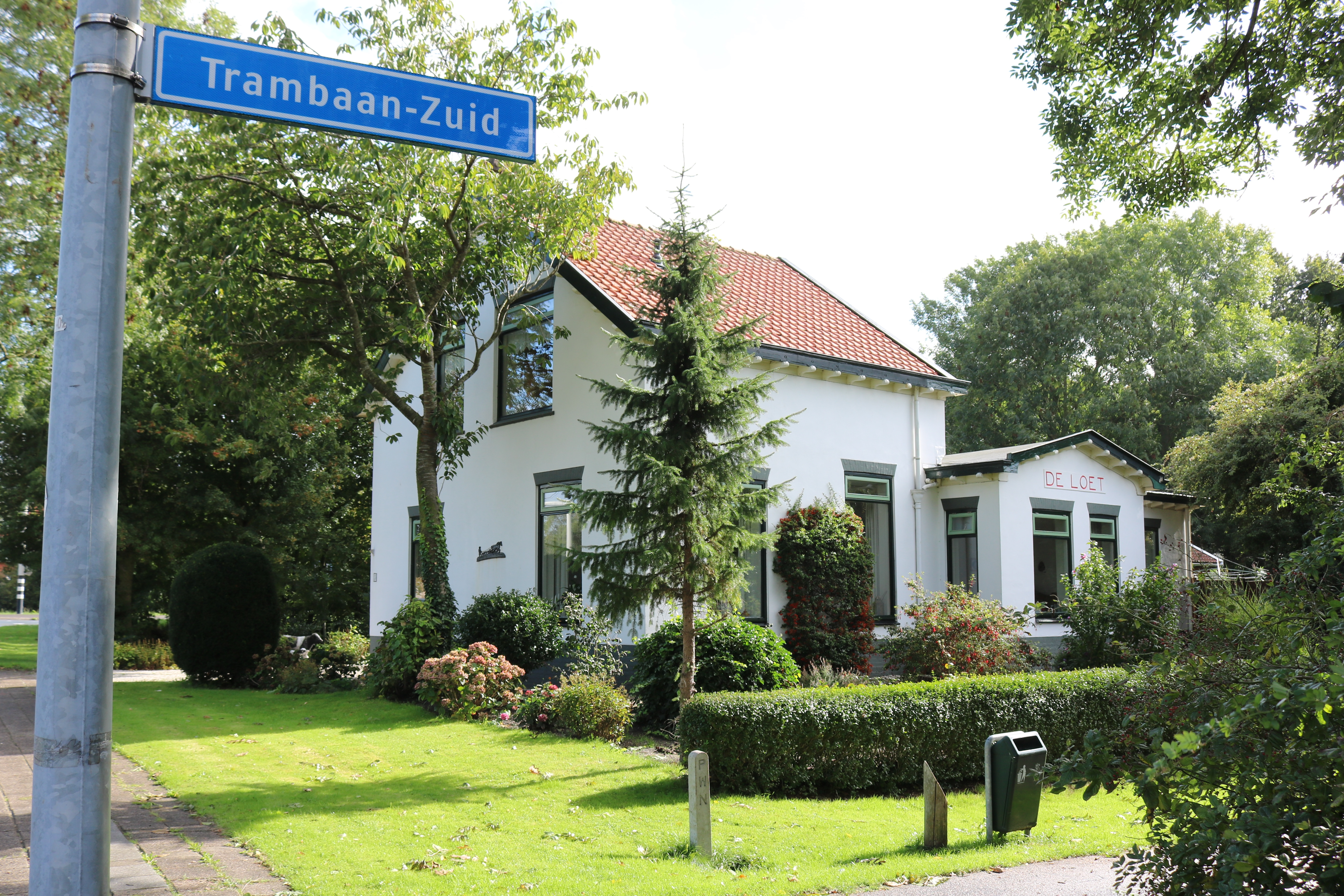
Het voormalige tramstation Schagen De Loet

Met de aanleg van dit gedeelte wordt in 1912 begonnen. Dit is twee jaar later dan Koedijk – Schoorldam aangezien de onteigeningsprocedure nogal lang en moeizaam verliep. Eind maart 1913 is de railverbinding gebruiksklaar. De lijn kan nog niet in gebruik worden genomen omdat de aanleg van de draaibrug over het Noordhollandsch Kanaal bij Schoorldam nog niet gereed is. Op 30 augustus 1913 wordt met de exploitatie begonnen en heeft de Zijpe zijn stoomtram.

## Exploitatie

### 1913-1933
Een dag na de opening van de gehele lijn begon het reizigersvervoer. De lijn werd geëxploiteerd door de HSM, die deze lijn als stoomtramlijn exploiteerde met een maximumsnelheid van 35 km/u; het vervoer werd echter uitgevoerd met lokaalspoormaterieel. In 1921 bereikte de inkomsten een hoogtepunt, maar daarna gingen de inkomsten sterk omlaag in verband met de opkomende autobusdiensten. Deze diensten kaapten het vervoer weg. Na een aantal vergaderingen werd besloten het gedeelte door de Zijpe te sluiten. Zo kon het gedeelte Warmenhuizen – Schoorl – Alkmaar in bedrijf blijven. Op 7 oktober 1933 reed de laatste tram over het traject Schagen – Warmenhuizen. Direct na het sluiten werden vooruitlopend op de afbraak de ijzeren delen van de bruggen verwijderd. In 1934 werd het traject opgebroken.

### 1933-1968

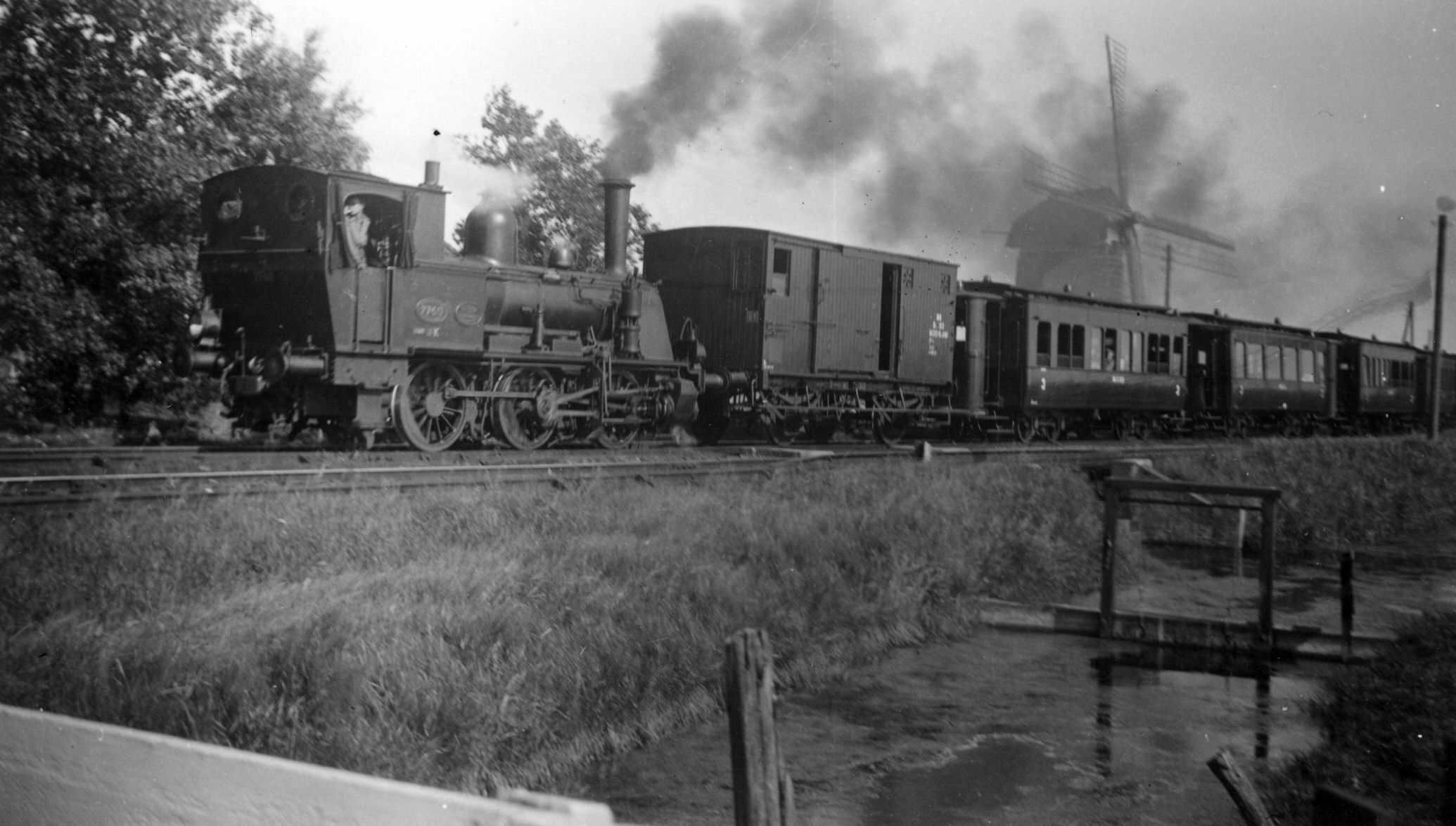
Tram Alkmaar - Warmenhuizen in 1947

Na het sluiten van Schagen - Warmenhuizen werd het emplacement van station Warmenhuizen vereenvoudigd. Zowel het goederen- als reizigersvervoer bleef gehandhaafd, waarbij het personenvervoer drie jaar lang werd uitgevoerd met motorrijtuigen van de NS serie C901. Er werden dagelijks zeven ritten gereden met een ritduur van ongeveer 30 minuten. In 1934 kregen de stoomlocomotieven weer het alleenrecht, maar in 1935 werden ze weer afgelost door de motorrijtuigen. Er werd een scheiding tussen goederen en reizigersvervoer gemaakt, zodat de gemengde trams tot het verleden behoorden. Omdat er aparte goederentreinen waren kon er nu met tramrijtuigen gereden worden, waardoor er nu met hetzelfde materieel werd gereden als op de lijn Alkmaar – Bergen. Na de oorlog werd het goederenvervoer gelijk hervat, het reizigersvervoer werd even later hervat. Dit vervoer was echter zo gering dat in 1947 het reizigersvervoer werd opgeheven. Het goederenvervoer werd voortgezet met één slag per dag. In de jaren 60 kwam er weer een sanering van minder rendabele lijnen en ook Warmenhuizen – Alkmaar werd per 1 januari 1969 opgeheven. In 1970 werd het spoor opgebroken.

## Overblijfselen
De voornaamste overblijfselen zijn de stationsgebouwen van de stations De Loet, Schagerbrug en Warmenhuizen. Het gebouw van Schoorl werd in 1977 na brandstichting gesloopt. Aan de Ruigeweg ter plaatse van de voormalige halte Burgerweg staat nog een dubbele dienstwoning. In Schagerbrug ligt nog de trambrug over de Groote Sloot. De draaibrug bij Schoorldam is in 1977 vervangen door een ophaalbrug. Verder zijn er nog landhoofden van bruggen en de dijkcoupure in de Westfriese Omringdijk te zien. Het tracé is op sommige plaatsen goed te volgen, zoals de spoorsloot met bomen door het veld richting station Warmenhuizen en het spoordijkje tussen Schagerbrug en de Ruigeweg. De Ruigeweg is ter hoogte van camping Het ruige veld breder en dat is de plaats waar ooit de halte Sint Maartensvlotburg (wisselplaats) lag.